# Auberge de la Fontaine
L'auberge de la Fontaine est une auberge située dans la ville du Mans dans le département de la Sarthe.

## Situation
Le monument se trouve 5 rue du Chêne-Vert, 68, 70, 72 rue Saint-Victeur dans le quartier Hôpital-Chasse Royale.

## Description historique
Un associé de Guillaume Véron devient propriétaire de l’hôtel en 1737, dès lors une halle, des fourneaux, des chaudières à teinture et une calandre pour la fabrication des toiles gommées sont construits.
L'immeuble redevient hôtellerie à la fin du XVIIIe siècle et enfin auberge jusque vers 1930 avant de devenir une maison particulière.
Les façades et les toitures sont inscrits au titre des monuments historiques par arrêté du 2 avril 1991.